# Будище (Лоевский район)
Будище (бел. Будзішча) — посёлок в Бывальковском сельсовете Лоевского района Гомельской области Белоруссии.
Кругом лес.

## География

### Расположение
В 18 км на юго-запад от Лоева, 78 км от железнодорожной станции Речица (на линии Гомель — Калинковичи), 102 км от Гомеля.

## Транспортная сеть
Транспортные связи по просёлочной, затем автомобильной дороге Брагин — Лоев. Планировка состоит из короткой прямолинейной улицы, ориентированной с юго-запада на северо-восток. Застройка деревянная, усадебного типа.

## История
По письменным источникам известна с начала XX века как селение в Ручаёвской волости Речицкого уезда Минской губернии. В 1908 году фольварк. Наиболее активная застройка приходится на 1920-е годы. В 1932 году жители вступили в колхоз. Во время Великой Отечественной войны в 1943 году оккупанты сожгли 23 двора и убили 4 жителей. Согласно переписи 1959 года в составе колхоза «Ленинский флаг» (центр — деревня Бывальки).

## Население

### Численность
- 2014 год — 2 жителя.

### Динамика
- 1908 год — 4 жителя.
- 1940 год — 29 дворов, 145 жителей.
- 1959 год — 96 жителей (согласно переписи).
- 1999 год — 12 хозяйств, 21 житель.
- 2014 год — 2 жителя.